# 日本假繁缕
日本假繁缕（学名：Theligonum japonicum），为假繁缕科假繁缕属下的一个植物种。其种加词“japonicum”意为“日本的”。